# Sandro Silva
Ne doit pas être confondu avec Sandro Silva (football).
Sandro Silva, de son vrai nom Shandro Jahangier, né le 12 février 1992 à Zoetermeer, est un disc jockey néerlandais, actif depuis 2009.

## Discographie

### Singles
Liste ci-dessous non exhaustive :
- 2011 : Epic (avec Quintino) [Musical Freedom]
- 2013 : Puna [Spinnin Records]
- 2013 : Payback [Revealed Recordings]
- 2014 : Miraj (avec Junkie Kid) [DOORN (Spinnin)]
- 2014 : Throne [Fly Eye Records]
- 2014 : Chasing Dreams (avec D.O.D.) [Mixmash]
- 2014 : Symphony (avec Arston) [Revealed Recordings]
- 2014 : 200K [Free]
- 2014 : P.L.U.R. [Armada Music]
- 2015 : Firestarter [Armada Music]
- 2015 : Aftermath (avec Quintino) [Spinnin Records]
- 2015 : Someone Like You (avec Dirtcaps) [Armada Music]
- 2015 : Vandals (avec Thomas Newson) [Smash The House]
- 2015 : BYOS (Bring Your Own Speakers) (avec Futuristic Polar Bears) [Armada Music]
- 2015 : Hell Of A Night (avec GTA) [Warner Music]
- 2015 : Hooya (avec Shaan) [Armada Music]
- 2016 : Takeover (avec Arston) [Revealed Recordings]
- 2016 : Spartan [Mainstage Music]
- 2016 : Breaking Walls (featuring Rochelle) [Armada Music]
- 2016 : Stay Inside (featuring Kepler) [Armada Music]
- 2017 : That Girl (avec Badd Dimes et F1rstman) [Revealed Recordings]
- 2017 : Second Life (avec Richy George) [Revealed Recordings]
- 2018 : Running Back [Revealed Recordings]

### Remixes
- 2012 : David Guetta - She Wolf (Falling To Pieces) (feat. Sia) (Sandro Silva Remix) [What A Music]
- 2012 : Rita Ora - How We Do (Party) Sandro Silva Remix)
- 2013 : D.O.D. - Break (Sandro Silva Remix)
- 2014 : Gia, X-Vertigo - Bombs (Sandro Silva Remix) [X-Vertigo Attack!]
- 2016 : Vigel - Bounce To The Rhythm (Sandro Silva Edit) [Armada Trice]